# Мокра Білосарайка
Мо́кра Білосара́йка — річка, що протікає територією Мангушського району Донецької області.

## Опис
Мокра Білосарайка впадає в Азовське море. У гирлі річки знаходиться селище міського типу Ялта. На річці також розташоване селище міського типу Мангуш.
Річка є причиною паводків у смт Ялта. Паводки були в 2003, 2006 році.
Русло річки замулюється. Русло не чистилося кілька років і не може пропускати більших обсягів води.
У смт Ялта через Мокру Білосарайку побудований міст.